# De San Roque
De San Roque es el nombre de una variedad cultivar de manzano (Malus domestica). Esta manzana es originaria de Galicia, está cultivada en la colección de árboles frutales y banco de germoplasma de Mabegondo con el N.º 364; ejemplares procedentes de esquejes localizados en Santa María de Magazos, parroquia del municipio de Vivero (Lugo).

## Sinónimos
- "Manzana De San Roque",[4][5]
- "Maceira De San Roque".

## Características
El manzano de la variedad 'De San Roque' tiene un vigor medio. Tamaño grande y porte erguido.
Época de inicio de brotación desconocido y de floración desconocido.
Las hojas tienen una longitud del limbo de tamaño medio, con la máxima anchura del limbo es ancha. Longitud de las estípulas es media y la máxima anchura de las estípulas ancha. Denticulación del borde del limbo es ondulado, con la forma del ápice del limbo acuminado y la forma de la base del limbo es cordiforme. Con subestípulas ausentes.
Sus flores tienen una longitud de los pétalos larga, con una anchura de los pétalos media, disposición de los pétalos en contacto entre sí, con una longitud del pedúnculo media.
La variedad de manzana 'De San Roque' tiene un fruto de tamaño grande, de forma plana-globosa, de color bicolor, con chapa lavada, e intensidad media. Epidermis de textura suave, con pruina en su superficie y con presencia de cera media. Sensibilidad al "russeting" (pardeamiento áspero superficial que presentan algunas variedades) muy poco sensible. Con lenticelas de tamaño mediano.
Los sépalos están dispuestos de forma variable, y superpuestos en su base; su fosa calicina es profunda y de una anchura media. Pedúnculo de grosor grueso y de longitud corto, siendo la cavidad peduncular de una profundidad poco profunda y de anchura media. Con pulpa de color crema, cuya firmeza es suave y su textura es intermedia; su jugosidad es intermedia, con sabor de acidez débil, y aromática.
Época de maduración y recolección a partir del 12 de agosto. 'De San Roque' es una manzana que su destino es la conservación de esta variedad en el banco de germoplasma de Mabegondo como reserva genética.

## Susceptibilidades
- Oidio: ataque débil
- Moteado: ataque medio
- Raíces aéreas: no presenta
- Momificado: ataque débil
- Pulgón lanígero: no presenta
- Pulgón verde: no presenta
- Araña roja: no presenta
- Chancro del manzano: no presenta.[3]